# پیاجینه
پیاجینه (به ایتالیایی: Piaggine) یک کومونه در ایتالیا است که در استان سالرنو واقع شده‌است. پیاجینه ۶۲ کیلومتر مربع مساحت و ۱٬۵۳۴ نفر جمعیت دارد و ۶۳۰ متر بالاتر از سطح دریا واقع شده‌است.

## خواهرخوانده
شهر Sayalonga خواهرخواندهٔ پیاجینه هست.